# PLL-05
El PLL-05 es un cañón-mortero autopropulsado chino utilizado por formaciones de infantería mecanizada chinas. Conceptualmente es similar al 2S23 ruso "Nona-SVK" (la torreta y el sistema de armas del 2S9 Nona montado en un chasis BTR-80), tres de los cuales China compró para su evaluación; en un momento se informó que China compraría 100 de los vehículos rusos, sin embargo, esto no sucedió, ni parece que hubo una transferencia formal de tecnología a China. El sistema chino presenta un arma de tubo más largo montada en la variante Tipo 92 del vehículo blindado de transporte de personal WZ551.
El cañón-mortero es una pieza de artillería más ligera y compacta que el cañón-obús tradicional a expensas del alcance máximo, y que tiene la ventaja de una mayor precisión, mayor cadencia de fuego y capacidad de fuego directo en comparación con los morteros de infantería estándar.

## Descripción

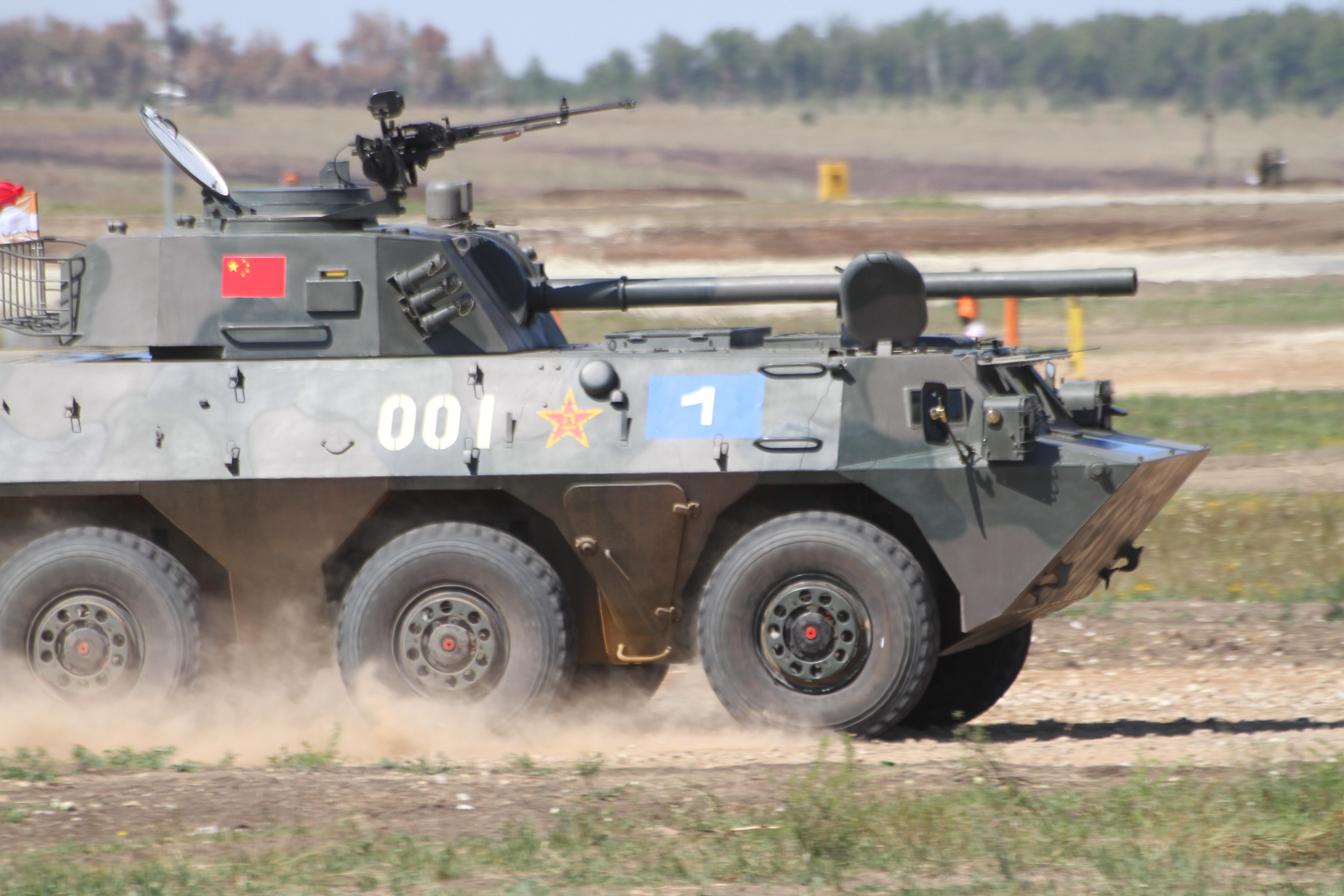
PLL-05

El armamento principal del PLL-05 es un mortero-cañón de 120 mm en una torreta capaz de girar 360 °, esta torreta está montada en un chasis de transporte de personal blindado 6x6 WZ551. El mortero tiene un rango de elevación de -4 ° a + 80 ° y es capaz de disparar tanto en fuego directo como indirecto. Está equipado con un cargador automático y se puede disparar en los modos totalmente automático, semiautomático y totalmente manual, la cadencia de tiro máxima es de alrededor de 8-10 disparos por minuto, con una cadencia sostenida de alrededor de 4-6 disparos por minuto. La capacidad de munición es de 36 rondas e incluye proyectiles de mortero para fuego indirecto y proyectiles antitanque para fuego directo, el alcance máximo con proyectiles de mortero estándar es de aproximadamente 9 km (5,6 millas). El armamento secundario es una ametralladora pesada QJY-88 de 12,7 × 108 mm montada en el techo de la torreta. La tripulación de cuatro hombres está formada por el comandante del vehículo, el artillero, el cargador y el conductor. La movilidad del PPL-05 es similar a la del WZ551 base y el vehículo puede vadear mediante dos hélices montadas en la parte trasera.

## Historia
La existencia del PLL-05 fue revelada por primera vez en 2001, con el sistema entrando en servicio algunos años después. El PLL-05 fue uno de los sistemas que participó en el desfile militar como parte del 60 aniversario de las celebraciones de la República Popular China.
La torreta del PLL-05 fue reusada en el Tipo 07PA, un cañón autopropulsado diseñado para exportación.

## Operadores
China
- Fuerzas Terrestres del Ejército Popular de Liberación: aproximadamente 500 unidades de PLL-05 a partir de 2021.[5]